# 防疫疲勞

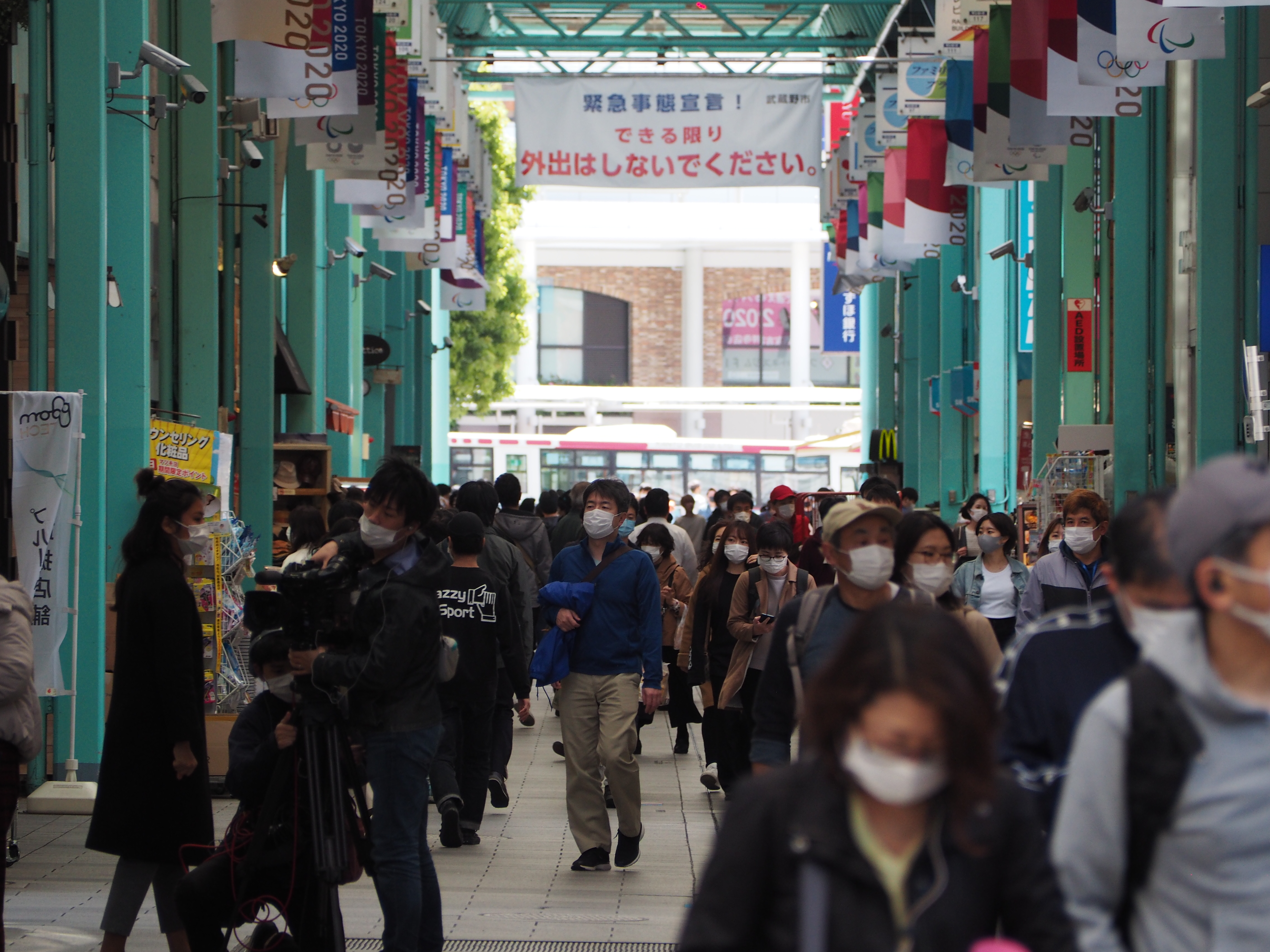
防疫疲勞時可見人群違反官方建議，儘管2019冠状病毒病疫情期間建議民眾盡量待在家中，東京都的購物區仍然有不少人。

防疫疲勞，又稱抗疫疲勞、防疫疲乏，是指相關防範瘟疫的措施和限制造成心理上的疲勞狀態，通常是由於長時間的限制和缺乏活動參與，導致厭煩、抑鬱、精神麻木和其他問題，使民眾甘冒感染疾病的風險而放棄這些瘟疫預防措施。防疫疲勞可導致病患數量增加。

## 影響

### 社會規範
社會規範會對防疫疲勞造成影響。

### 政治不信任
政治的不信任也會對防疫疲勞造成影響。「危機疲勞」（Crisis fatigue）是指民眾已經無視政治人物的警告並且不信任他們的主張。
過去二十年間，民眾已經數次暴露於危機當中，包括2003年的嚴重急性呼吸系統綜合症、2005年的禽流感、2009年的豬流感、2012年的中東呼吸綜合症、2014年的埃博拉出血热、以及2020－2022年的2019冠状病毒病，因此有些人很難相信政府官員及他們對治療和處置2019冠状病毒病的相關建議。

## 反應
流行病學家朱莉婭·馬庫斯表示無限期的遠離所有社交接觸並非遏止疫情長期可行的方式，從愛滋病毒預防的經驗來看，他建議在控制2019冠状病毒病疫情時採取減少危害原則，而不是採用「全有全無」（all-or-nothing approach）的方式。

### 封鎖
隨著多國陸續出現嚴重急性呼吸道症候群冠狀病毒2型變異株的新病例，因而啟動了更多的封鎖措施。含英國在內許多國家重新進入2019冠状病毒病封鎖狀態，因此這些區域許多居民已經感到筋疲力竭。研究發現民眾難以維持積極的態度，以英國為例，有60%民眾表示與疫情前相比每天保持積極態度的難度上升。

### 應對之道
應對防疫疲勞的主要方法之一是限制自己耗費在媒體設備上的時間。心理學家賈斯汀·羅斯（Justin Ross）研究防疫疲勞造成的影響，他表示「在電視或社交媒體上陰暗刷屏或故意收聽負面故事會加劇恐懼、不確定性、焦慮和疲勞。」他在研究中發現積極有用的方法，「如果把行動安排優先次序，便能找到實行的辦法，可以考慮把時間優先安排給體能鍛煉和冥想，列入日程計畫表並妥善保護這段時間，將可以大大的改善心理健康。」

## 2019冠狀病毒病疫情

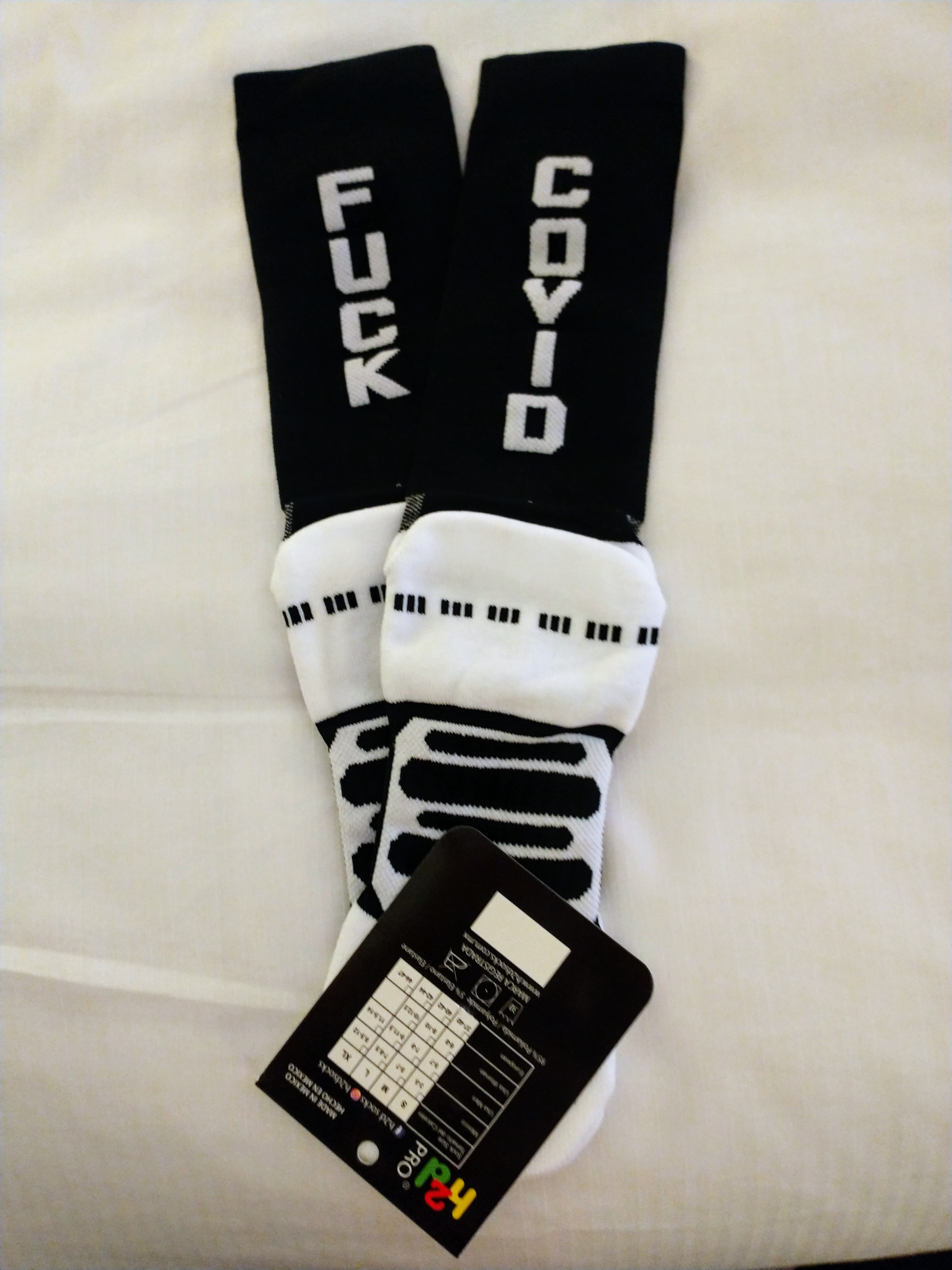
一雙標示厭惡冠狀病毒病的跑步襪

冠狀病毒病疲勞（COVID fatigue）是指對2019冠狀病毒病的預防措施和威脅感到厭倦的心理狀態。來自經濟損害和感染疾病的焦慮都對人們的疲勞感造成部分影響。冠狀病毒病疲勞使人們不遵守預防指南，進而增加感染病毒的風險。許多人厭倦了封鎖和失去正常的平日生活。增加酒精和藥物的使用也會產生疲倦感。
隨著世界上許多地方解除封鎖，有些人開始忽視居家禁令，比如前往酒吧和餐館，導致疾病傳播得更快。

## 視訊疲勞
視訊疲勞是指過度使用虛擬視訊會議平台所導致的疲勞、焦慮或憂慮。有證據顯示視訊連線的面對面互動方式會限制大腦接收非語言性的線索，缺乏這些線索會讓大腦下意識地耗用更多能量，讓使用者在視訊通話結束後感到更加煩躁和疲憊。而且視訊連線讓使用者必須注視幾英尺外螢幕上的人臉，這會產生一種危機感，儘管知道身體所在位置是安全的，但心理上會處於一種高度警戒狀態。